# Алисън Дуди
Алисън Дуди (на английски: Alison Doody) (родена на 11 ноември 1966 г.) е ирландска актриса и модел. Участва във филма „Изглед към долината на смъртта“, а най-известната ѝ роля е тази на Елза Шнайдер в „Индиана Джоунс и последният кръстоносен поход“.